# Belén Fernández
Belén Fernández (Vigo, 31 de octubre de 1973) es una deportista española que compitió en taekwondo. Ganó una medalla de plata en el Campeonato Mundial de Taekwondo de 2001 en la categoría de –63 kg.

## Palmarés internacional
| Campeonato Mundial | Campeonato Mundial   | Campeonato Mundial | Campeonato Mundial |
| Año                | Lugar                | Medalla            | Categoría          |
| ------------------ | -------------------- | ------------------ | ------------------ |
| 2001               | Jeju (Corea del Sur) | Medalla de plata   | –63 kg             |